# 吉祥天
吉祥天（きっしょうてん、きちじょうてん) とは、仏教の守護神である天部の一尊。もとはバラモン教の女神で、のちに仏教に入って天女となった。顔かたちが美しく、衆生に福徳を与えるという女神。
幸福・美・富を顕す神とされる｡また、美女の代名詞として尊敬を集め、金光明経から前科に対する謝罪の念（吉祥悔過・きちじょうけか）や五穀豊穣の点でも崇拝されている｡像容は普通，唐服の貴女の姿で，左手に玉を持つ立像が最も多いが坐像もある。

## 概要・信仰
仏教においては、父は徳叉迦（）、母は鬼子母神であり、夫を毘沙門天とする。妹に黒闇天がいる。毘沙門天の脇侍として善膩師童子と共に祀られる事もある。

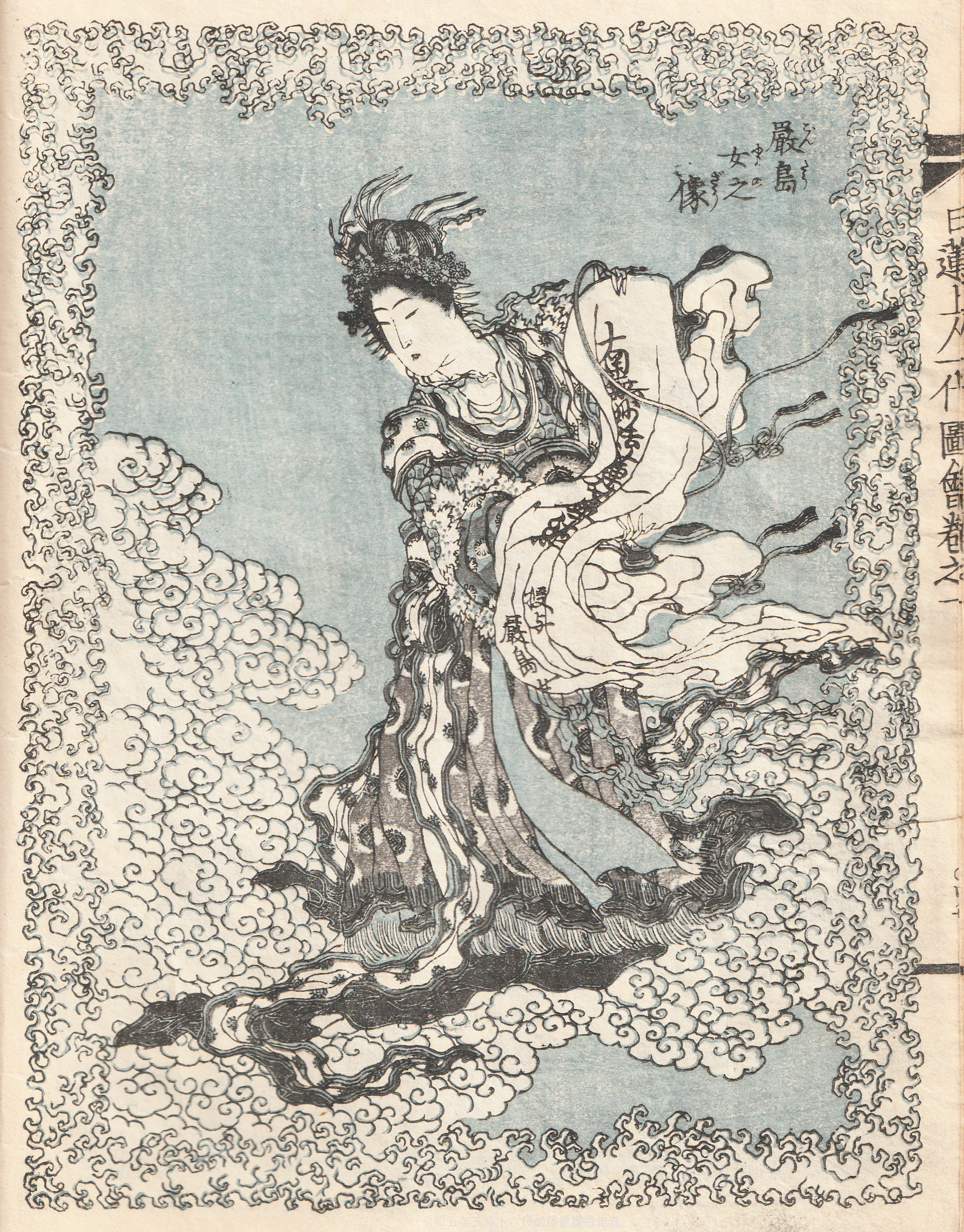
葛飾為斎による厳島姫。南無妙法蓮華経と書かれた巻物を持つ。厳島姫(七面天女の別名)は弁財天(厳島弁財天)と吉祥天を本地神とする垂迹神。

早くより帝釈天や大自在天などと共に仏教に取り入れられた。後には一般に弁才天と混同されることが多くなった。日蓮宗では弁財天と共に七面天女の本地神とされた。北方・毘沙門天の居所を住所とする。不空訳の密教経典『大吉祥天女十二契一百八名無垢大乗経』では、未来には成仏して吉祥摩尼宝生如来（）になると説かれる。

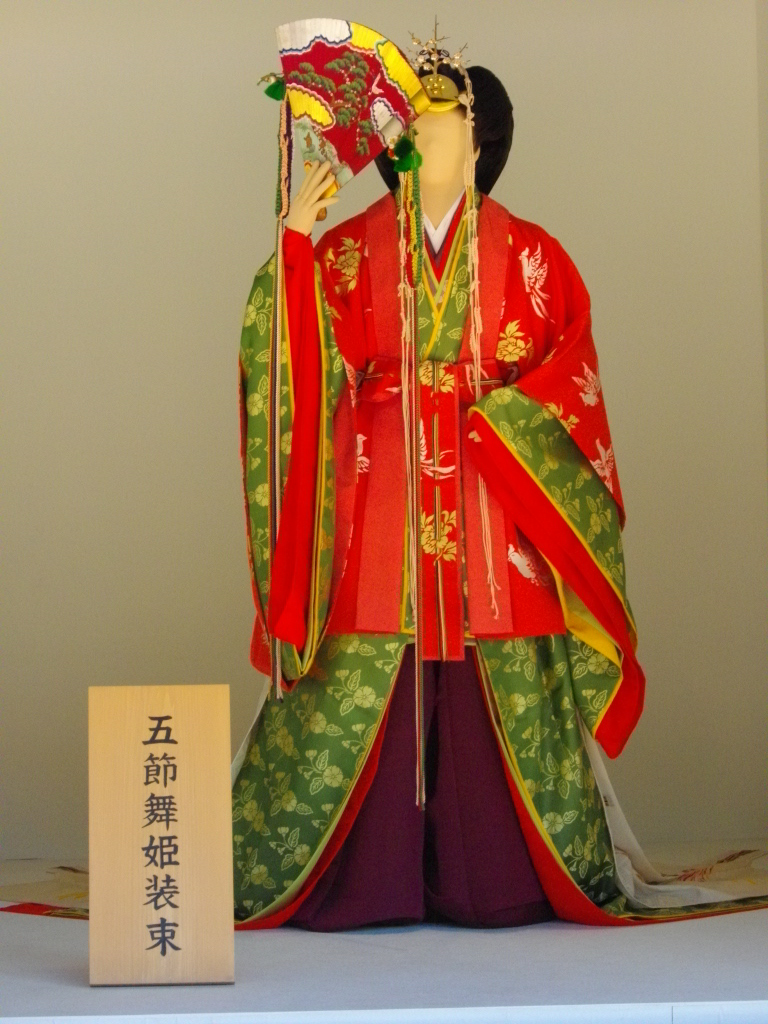
五節舞姫装束。五節舞は天武天皇が吉野宮で琴を弾じたときに、天女(吉祥天)が降臨して袖を五度翻して舞ったものをもとにつくられたという伝説がある。

天河大弁財天社の創建に関わった天武天皇は天河の上空での天女(吉祥天)の舞いを吉祥のしるしととらえ、役行者とともに、伊勢神宮内宮に祀られる女神（天照坐皇大御神荒御魂瀬織津姫）を天の安河の日輪弁財天として祀った。この時、吉祥天が五回振袖を振ったものを元に作ったものが五節の舞とされる。現在でも宮中の慶事の度に催されている。
廃仏毀釈後も信仰の対象としていたり、仏像を安置する神社が残っている。また、埼玉県久喜市など、七福神に吉祥天を加え八福神として信仰している地域もある。
吉祥院天満宮の吉祥院に菅原清公卿、菅原是善公、伝教大師、孔子と共に祀られる。菅原道真公の幼名の一つは吉祥丸であった。道真の祖父清公の遣唐使霊験譚以降菅原家は代々吉祥天信仰になったという。また、道真の正室島田宣来子と習合したとされる。

## 起源
もとはバラモン教の女神であった。ヒンドゥー教ではヴィシュヌ神の妃とされ、また愛神カーマの母とされる。ヒンドゥー教ではヴィシュヌ神の妃とされ、また愛神カーマの母とされる。

## 吉祥天を祀る・安置する社寺

### 寺
- 鞍馬寺-京都市-木造吉祥天立像(国宝)を安置する。
- 浄瑠璃寺-吉祥天立像（重要文化財）を安置する。
- 六波羅蜜寺-吉祥天女像（重要文化財）を安置する。
- 勝林寺-京都市
- 両足院(建仁寺)-同上
- 宝塔寺-同上
- 立本寺-同上
- 東向観音寺-同上
- 慈心院(清水寺)-同上
- 西大寺-奈良市
- 法隆寺-国宝木造毘沙門天立像・吉祥天立像を安置する。
- 東大寺-国宝 塑造弁財天吉祥天立像を安置する。
- 薬師寺-国宝薬師寺吉祥天像を安置する。

以下多数。

### 神社
- 吉祥院天満宮-京都市南区吉祥院政所町。菅原家の氏寺である吉祥院の祭神。廃仏毀釈が行われる中でも吉祥天像と吉祥院は守られ、現在も神仏習合の仏堂建築のまま存在している。
- 三熊野神社-岩手県。木造伝吉祥天立像(国指定重要文化財)を安置する。
- 吉祥天神-同上。
- 皆葎住吉神社-富山県東砺波郡。

## 仏像・美術
- 薬師寺吉祥天像（国宝）
- 絹本着色千手観音像(国宝)のうち、功徳天。(平安時代・12世紀)
- 吉祥天曼荼羅。 MOA美術館所蔵。
- 吉祥天立像。(西大寺所蔵。奈良時代末～平安時代初期作)
- 吉祥天立像。(大英博物館所蔵。11世紀作)
- 国宝木造毘沙門天立像・吉祥天立像(東大寺)。吉祥天(左)。毘沙門天(右)。